# Werner Gnüchtel
Werner Gnüchtel (* 16. Februar 1924 in Dresden; † 19. April 2019) war ein deutscher Autor, der zu DDR-Zeiten zwei Romane und mit Großvater will heiraten die Buch-Vorlage zu der DDR-Fernsehserie Mensch Hermann verfasste.

## Leben
An einer Finanzschule ausgebildet, wurde der Tischlerssohn Gnüchtel nach Kriegsteilnahme und fünfmonatiger sowjetischer Kriegsgefangenschaft zunächst Mitarbeiter der Landesfinanzdirektion Sachsen, dann Bezirkszollkommissar in Dippoldiswalde und Steuerprüfer, bevor er schließlich vierzig Jahre lang als Geschäftsführer der Einkaufs- und Liefergenossenschaft (ELG) des Nahrungs- und Genussmittelhandwerks für den Bezirk Dresden tätig war.
Seit 1950 literarisch tätig verarbeitete Gnüchtel seine Kriegserlebnisse in einem Romanmanuskript mit dem Titel Flucht vor dem eigenen Ich, dessen Veröffentlichung an der Kritik des zwischen seinem Studienabschluss 1956 und seiner Übersiedlung nach West-Berlin 1959 als freier Lektor für den Verlag der Nation tätigen Uwe Johnson scheiterte. Erst 1969 erschien dann der Romanerstling mit dem Titel Die bitteren Freundschaften des Christof Lenk. Der ersten Auflage von über 1.000 Exemplaren folgten drei weitere Auflagen (1970, 1974, 1979) sowie eine Übersetzung ins Polnische. Bei seinem zweiten Roman Auf des Messers Schneide (ebenfalls Verlag der Nation, 1970) blieb es bei einer Auflage.
1982 schrieb Werner Gnüchtel das belletristische Werk Großvater will heiraten, dessen Verfilmung in den Jahren 1986/87 im DDR-Fernsehen gezeigt wurde. In dem Buch wird neben dem Alltag in der DDR auch das Miteinander verschiedener Generationen ironisch betrachtet. Das Buch wurde insgesamt dreimal aufgelegt (1982, 1984, 1987).
Zuvor hatte Gnüchtel bereits die Vorlage für den Polizeiruf 110: Eine Madonna zuviel von 1973 geliefert.
Nach der deutschen Wiedervereinigung schrieb Werner Gnüchtel eine Fortsetzung mit dem Titel Großvater wird reich (?) (Verlag der Nation, 1996) und Bücher über seine Reiseerfahrungen.

## Werke
Insgesamt verfasste er sieben Werke:
- Die bitteren Freundschaften des Christof Lenk. Berlin 1969.
- Auf des Messers Schneide. Berlin 1970.
- Großvater will heiraten. Berlin 1982.
- Großvater wird reich (?). Bayreuth 1996.
- Zur Königstraße und zurück. Dresden 2001.
- Zwischen Eiffelturm, Klagemauer und den Affen von Gibraltar. Dresden 2002.
- Unterwegs. Dresden 2007.